# كهرمان بورمي

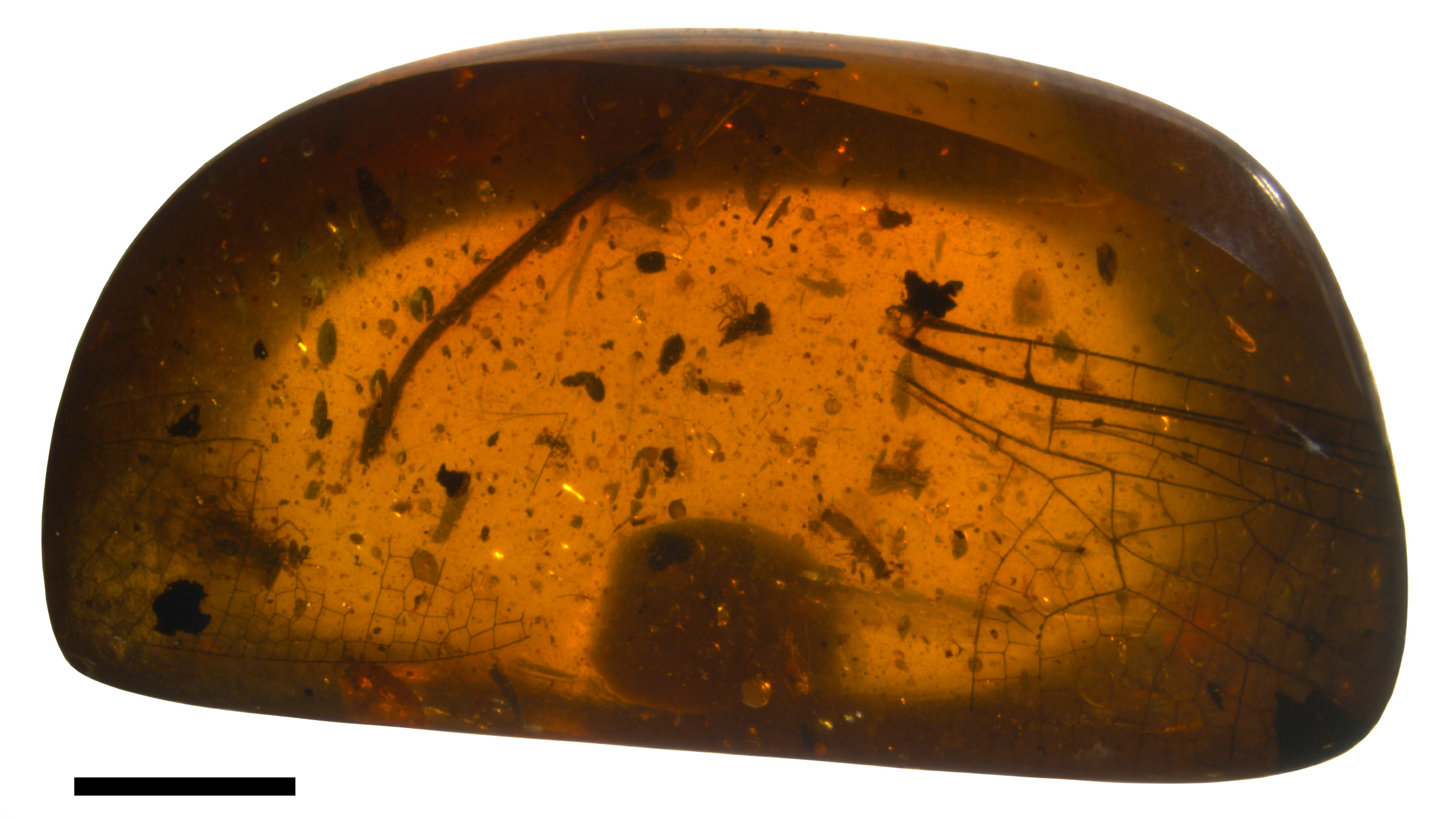
جناح يعسوب نصلي الذيل البورمي (Burmalindenia) في كابوشون من الكهرمان البورمي، يظهر اللون الأحمر النمطي للكهرمان. شريط المقياس = 5 مم

الكهرمان البورمي، المعروف أيضًا باسم البورميت أو الكهرمان الكاشيني، هو كهرمان موجود في وادي هوكاونج في شمال ميانمار. يرجع تاريخ الكهرمان إلى حوالي 100 مليون عام، خلال المرحلة الألبي المتأخر إلى مرحلة السينومي المبكر في منتصف العصر الطباشيري. الكهرمان له أهمية كبيرة في علم الحفريات بسبب تنوع النباتات والحيوانات الموجودة فيه، وخاصة المفصليات بما في ذلك الحشرات والعناكب ولكن أيضًا الطيور والسحالي والثعابين والضفادع وبقايا ديناصورات مُجزأة. كان الكهرمان معروفًا ومستغلًا تجاريًا منذ القرن الأول الميلادي، وكان معروفًا للعلم منذ منتصف القرن التاسع عشر. أثار البحث في الرواسب جدلاً بسبب الدور المحتمل لتجارة العنبر في تمويل الصراع الداخلي في ميانمار وظروف العمل الخطرة في المناجم التي تُجمع منها.

## السياق الجيولوجي والبيئة الترسيبية والعمر
يوجد الكهرمان البرومي في حوض هوكاونج، وهو حوض رسوبي كبير يعود إلى العصر الطباشيري-حقبة الحياة الحديثة في شمال ميانمار. وقد تعرضت الطبقات للطي والصدوع. وحوض هوكاونج هو جزء من حوض ميانمار المركزي الأكبر، وهو حوض منحدر مائل باتجاه الشمال والجنوب يمتد إلى خليج مارتابان إلى الجنوب. ويعتبر الحوض جزءًا من كتلة غرب بورما (المعروفة أيضًا باسم تضاريس بورما)، والتي لها تاريخ تكتوني مثير للجدل، ويُعتقد أنها مرتبطة بمفاهيم تضاريس سيميريا وسيبوماسو. كانت الكتلة جزءًا من غندوانا خلال حقبة الحياة القديمة المبكرة على الأقل، ولكن توقيت الخسف غير مؤكد، مع تقديرات تتراوح من العصر الديفوني إلى العصر الطباشيري المبكر. كما أنه من المتنازع عليه ما إذا كانت الكتلة قد تراكمت على الهامش القاري الآسيوي بحلول وقت ترسب الكهرمان. تمتلك بعض أنواع النباتات والحيوانات تشابهات مع نظيراتها في غندوانا، في حين تمتلك أنواع أخرى تشابهات مع نظيراتها في لوراسيا. وجدت عملية إعادة تشكيل بالمغناطيسية القديمة أن تضاريس بورما شكلت كتلة أرضية جزيرة في محيط تيثيس أثناء منتصف العصر الطباشيري عند خط عرض حوالي 5-10 درجات جنوب خط الاستواء.